# Breda (Spanje)
Breda is een gemeente in de Spaanse provincie Girona in de regio Catalonië met een oppervlakte van 5 km². Breda telt 3.722 inwoners (1 januari 2016).
Er is hier een keramiek- en steenbakindustrie. Veel van de bruine tapasschaaltjes, borden en zelfs pannen worden hier vervaardigd.

## Galerij

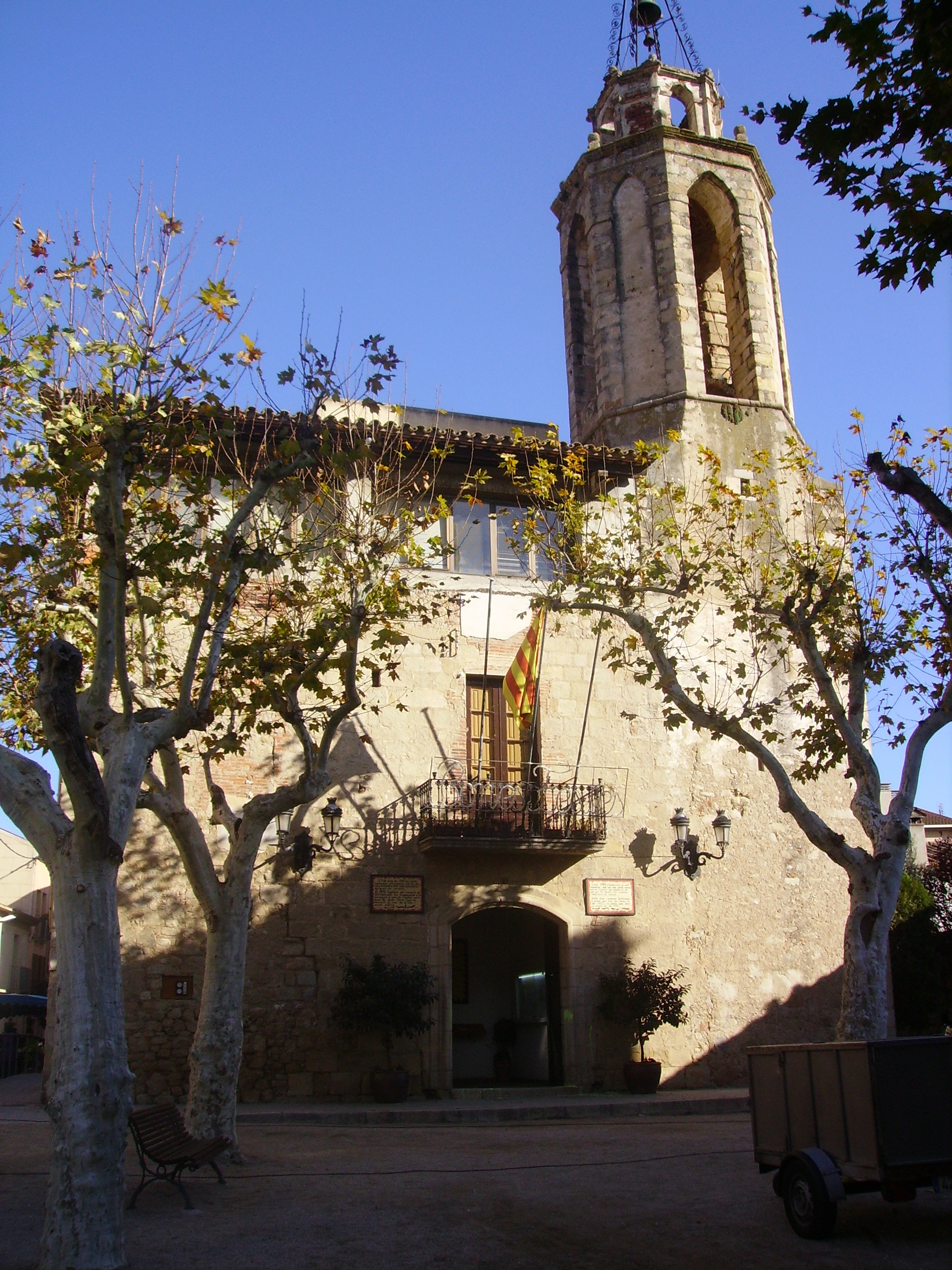
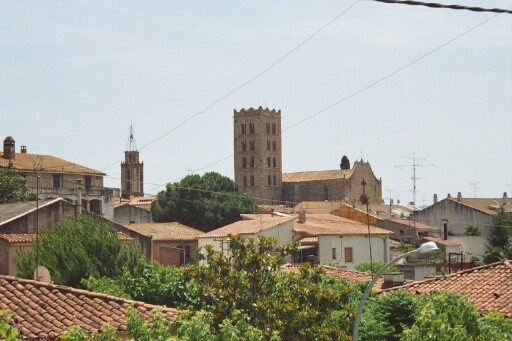
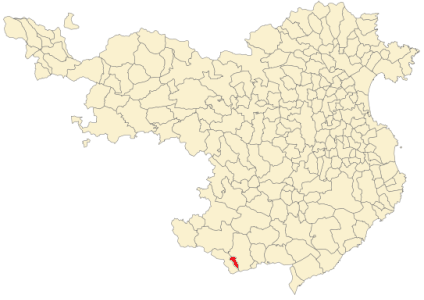

## Demografische ontwikkeling
Bron: INE, 1857-2011: volkstellingen